# فوتبال‌ماهی آرام
 فوتبال‌ماهی آرام(نام علمی: Himantolophus sagamius) نام یک گونه از سرده فوتبال‌ماهی است.